# Kalendarium Łęki
Łęka – wieś położona  5 km na N od Puław, na lewym brzegu Wisły, około 89 km na NE od klasztoru świętokrzyskiego, 32 km na N od  Braciejowic.
Nazwy lokalne miejscowości w źródłach
1457 „Lląka”, 1508, 1563 „Ląka”, 1529 „Lanka”, 1563 „Ląka”, 1569n. „Łęka” [ale: 1576 „Łąka”, 1577 „Ląka”];
Podległość administracyjna
- W roku 1508 i następnych powiat radomski[2] (w roku 1624-34 na skutek zmiany koryta Wisły Bronowice i Łęka przeniesione z powiatu lubelskiego do powiatu radomskiego)

1787 powiat lubelski, 1827 powiat kozienicki
- Od 1470-80 i dalej parafia Jaroszyn obecnie Góra Puławska (Długosz L.B II 564).

## Kalendarium własności
Wieś stanowiła własność szlachecką
- 1457 dziedzicami byli Marcin Mychowski oraz bracia Jan i Wojciech[5]
- 1470-80 dziedzicem był Warsz Michowski herbu Rawa, na 7 łanach kmiecych (Długosz L.B II 564; III 248)
- 1508 własność Andrzeja z Bronowic, Łąki i Pachnowoli.
- 1510 w rejestrze odnotowano pobór z 5 łanów, od 1 zagrodnika oraz karczmy (Rejestr Poborowy)
- 1529 pobór z 5 łanów i karczmy (ib.)
- 1563 pobór z 7 łanów (LS 1564-5 195)
- 1569 Erazm Gorski daje pobór z 7 łanów z dziesięcinami[6][7]
- 1576 Jacek Broniowski z bratem dają pobór z 7 łanów[8]
- 1577 Grzegorz Broniowski daje pobór z 7 łanów (ib. 723)
- 1548 do 1718  trwają spory zapoczątkowane przez Mikołaja Broniowskiego pozwanego przez klasztor świętokrzyski o dziesięciny z Bronowic i Łęki[9]
- 1624 Krzysztof Firlej dziedzic Bronowic i Łęki przegrywa proces z klasztorem świętokrzyskim o dziesięciny z tych wsi[10]
- 1627 tenże Krzysztof Firlej płaci klasztorowi 300 zł odszkodowania za zabierane od 10 lat dziesięciny z Bronowic i Łęki, odtąd zakonnicy świętokrzyscy mają taksować dziesięciny z obu wsi i przyjmować od dziedzica gotówkę.

Razem ze swoimi synami Aleksandrem i Remigiuszem Firlejami Broniowskimi z Dąbrowicy, Krzysztof Firlej zobowiązał się pod karą płacić klasztorowi za dziesięciny z Bronowic i Łęki 90 zł corocznie na ś. Marcina [11 XI] za pokwitowaniem przeora (ib. 288) także samo w 1634, 1638.
- 1641, 1643 trwają spory o dziesięciny z obu wsi (ib.)
- 1644 Aleksander Broniowski w imieniu swoim i brata daje klasztorowi 1500 zł tytułem rekompensaty za zatrzymane dziesięciny i zobowiązuje się dożywotnio dostarczać do Boisk corocznie na ś. Marcina 300 zł za dziesięciny z ról folwarcznych i od poddanych w Łęce oraz z należących do stołu brata ról poddanych w Bronowicach (ib.)
- 1645 po śmierci Aleksandra jego brat Remigiusz Broniowski, potwierdza ten układ (ib.)
- 1647 Bronowice i Łękę kupuje Stanisław Witkowski, kasztelan sandomierski, starosta lubelski i zwoleński, który w 1650 r. zaakceptuje powyższy układ (ib.);
- 1652 Stanisław Witkowski płaci konwentowi świętokrzyskiemu za dziesięciny z Bronowic i Łęki 300 zł[11]
- 1655 z powodu zniszczeń spowodowanych wylewem Wisły Witkowski obniża tę sumę do 240 zł[12]
- 1661 zmarł Stefan Chomentowski, dzierżawca Bronowic i Łęki, który był winny zakonnikom świętokrzyskim należność za dziesięciny z 12 lat. Dług ten w 1665 r. zwrócił brat Stefana. Stanisław Chomentowski i jego synowie Stefan i Jakub (ib.);
- 1683 dziedzic Aleksander Polanowski, stolnik koronny, zgadza się płacić klasztorowi za dziesięciny z Bronowic i Łęki 200 zł rocznie (ib.);
- 1688 proces klasztoru z synowcem Aleksandra, Michałem Polanowskim. chorążym czernichowskim, który przestał wypłacać należną klasztorowi sumę za dziesięciny z obu wsi (Bronowic i Łęki) (ib.);
- 1693 tenże Polanowski każe związać poddanego klasztoru z Boisk, wysłanego w celu policzenia kop zboża w Bronowicach i Łęce[13]
- 1710-1 trwały procesy o dziesięciny z tych wsi przed sądami świeckimi i duchownymi[12]
- 1712 Kazimierz Łubieński biskup krakowski ekskomunikuje Michała Polanowskiego (ib.);
- 1718 Michał Polanowski reguluje należności wobec klasztoru oraz pozwala mu pobierać dziesięciny snopowe w Bronowicach i Łęce (ib.);
- 1787 wieś liczyła 159 mieszkańców, w tym 4 Żydów[14]
- 1789 własność wdowy po Kajetanie Dominiku Baierze, staroście kiszeńskim,wieś daje 4623 złotych 25 groszy dochodu[15]
- 1827 wieś miała 20 domów i 160 mieszkańców[4]

## Powinności dziesięcinne
Dziesięcina należy do klasztoru  świętokrzyskiego
- 1470-80 z 7 łanów kmiecych dziesięcinę snopową i konopną wartości do 5 grzywien dowożą klasztorowi świętokrzyskiemu (Długosz L.B III 248; II 564);
- 1483 Piotr pleban Oleksowa zeznaje, że błonie, na którym leżała niegdyś wieś  Zarzyja, a które obecnie należy do wsi Łęka, było dawniej kmiece, a dopiero Andrzej Markuszowski zamienił je na dworskie, wobec czego dziesięcina z niego należy do klasztorowi świętokrzyskiemu[10]
- 1529 dziesięcina snopowa wartości 3 grzywny należy do stołu konwentu świętokrzyskiego (LR 351);
- 1548 do 1819  dziesięciny płacono jak w Bronowicach